# أوستن باورز: الجاسوس الذي غيرني
أوستن باورز: الجاسوس الذي غيرني (بالإنجليزية: Austin Powers: The Spy Who Shagged Me) ، هو فيلم أمريكي كوميدي أنتج سنة 1999م.

## وصلات خارجية
- أوستن باورز: الجاسوس الذي غيرني على موقع IMDb (الإنجليزية)
- أوستن باورز: الجاسوس الذي غيرني على موقع ميتاكريتيك (الإنجليزية)
- أوستن باورز: الجاسوس الذي غيرني على موقع روتن توميتوز (الإنجليزية)
- أوستن باورز: الجاسوس الذي غيرني على موقع نتفليكس (الإنجليزية)
- أوستن باورز: الجاسوس الذي غيرني على موقع قاعدة بيانات الأفلام العربية
- أوستن باورز: الجاسوس الذي غيرني على موقع ألو سيني (الفرنسية)
- أوستن باورز: الجاسوس الذي غيرني على موقع Turner Classic Movies (الإنجليزية)
- أوستن باورز: الجاسوس الذي غيرني على موقع أول موفي (الإنجليزية)
- أوستن باورز: الجاسوس الذي غيرني على موقع بوكس أوفيس موجو (الإنجليزية)
- أوستن باورز: الجاسوس الذي غيرني على موقع فيلمافينيتي (الإسبانية)